# Donald Barr
Donald Barr (geboren am 2. August 1921 in New York City; gestorben am 5. Februar 2004 in Langhorne, Pennsylvania) war ein US-amerikanischer Pädagoge und Science-Fiction-Autor.

## Leben
Barr studierte Mathematik und Anthropologie an der Columbia University, wo er 1941 abschloss. Während des Zweiten Weltkriegs arbeitete er für das OSS.
Nach Kriegsende war er stellvertretender Dekan der Engineering School der Columbia University.
Dort rief er 1958 das Columbia University Science Honors Program ins Leben und leitete das Programm bis 1964. Von 1964 bis 1974 war er Rektor der Dalton School in New York City. Danach war er Rektor der Hackley School in Tarrytown, New York.
Barr schrieb einige Sachbücher für Kinder und Jugendliche, von denen zwei auch in deutscher Übersetzung in der Was ist was-Reihe erschienen, Who Pushed Humpty Dumpty? über das Erziehungswesen in den USA und Buchkritiken für die New York Times. Darüber hinaus veröffentlichte er zwei Science-Fiction-Romane, nämlich Space Relations (1973) und A Planet in Arms (1981), sowie 1989 und 2002 Kurzgeschichten im Magazine of Fantasy and Science Fiction.
Sein Sohn ist der Politiker William Barr, der unter dem 45. US-amerikanischen Präsidenten Donald Trump Justizminister wurde.

## Bibliografie

### Pädagogik
- Who Pushed Humpty Dumpty? Dilemmas in American Education (1971)
- mit Robert Elmes und Bruce Walker: Educational leadership for in-school administrators : Trainers’ manual for an experiential training program (1980)

### Science-Fiction
- Space Relations: A Slightly Gothic Interplanetary Tale (1973)
- A Planet in Arms (1981)

Kurzgeschichten:
- The Extra Ancestor (in: The Magazine of Fantasy & Science Fiction, November 1989)
- Sam (in: The Magazine of Fantasy & Science Fiction, June 2002)

### Jugendsachbücher
- mit Don Madden: Arithmetic for billy goats (1961)
- Atomic energy (1961)
- The How and Why Wonder Book of Atomic Energy (1961, deutsch als Was ist was: Atom-Energie, 1961)
- The how and why wonder book of primitive man (1965, deutsch als Was ist was: Der Urmensch, 1963)
- The wonders of prehistoric life (1966)
- The how and why wonder book of building (1970)